# 포도나무를 베어라
"포도나무를 베어라"는 2007년에 개봉한 대한민국의 영화이다.

## 캐스팅
- 서장원 : 문수현 역
- 이민정 : 윤수아 / 헬레나 역
- 기주봉 : 문 신부 역
- 이호영 : 강우 역
- 홍대성 : 영두 역
- 김신 : 친구 1 역
- 김진선 : 친구 2 역
- 김빛새날 : 후배 역
- 김건호 : 학장신부 역
- 황하운 : 성가대 1 역
- 정주일 : 성가대 2 역
- 송재민 : 성가대 3 역
- 최현 : 성가대 4 역
- 조원희 : 강론평가교수신부 역
- 서종환 : 교수신부 1 역
- 김민기 : 교수신부 2 역
- 김용모 : 교수신부 3 역
- 김광훈 : 교수신부 4 역
- 유동식 : 선배 1 역
- 최용준 : 선배 2 역
- 김광운 : 수의사 역
- 이남희 : 토마스수사 역
- 정석용 : 클래맨스수사 역
- 성준서 : 정수 역
- 레오 : 이냐시오수사 역
- 성인자 : 원장수녀 역
- 박숙현 : 수련수녀 역
- 임영호 : 요아킴신부 역
- 원종례 : 수현어머니 역
- 이성호 : 수현아버지 역
- 황하운 : 기차역경찰 1 역
- 장혁재 : 기차역경찰 2 역
- 최유림 : 낯선여인 역
- 김미화 : 미술관교대직원 역
- 이진숙 : 미소엄마 역
- 김나연 : 미소 역
- 이창석 : 복사소년 역
- 변옥순 : 성도 1 역
- 임경영 : 성도 2 역
- 이의진 : 매표소 직원 역
- 김성대 : 역무원 역
- 안병준 : 기차열경찰 1 역
- 발현철 : 기차역경찰 2 역
- 송창준 : 부검 검사관 역
- 김석하 : 형사 역
- 김진희 : 경찰서경사 1 역
- 최지현 : 경찰서경사 2 역
- 이은영 : 경찰서여경 역